# 대담하거나, 타락하거나, 아름다운
대담하거나, 타락하거나, 아름다운(血觀音, The Bold, the Corrupt and the Beautiful)은 대만에서 제작된 양야체 감독의 2017년 드라마, 미스터리, 스릴러 영화이다. 혜영홍 등이 주연으로 출연하였다.

## 출연

### 주연
- 혜영홍
- 커-시 우

### 조연
- 비키 첸